# 米沙耶
米沙耶（法語：Michaille，法語發音：[miʃaj]）是法国安省的一个自然区域，位于汝拉山区。其为上比热地区的一个高原，中心城镇为米沙耶地区沙蒂永，现已并入瓦尔瑟罗讷。